# Гірьов Іван Олександрович
Гірьов Іван Олександрович (рос. Иван Александрович Гирёв; нар. 29 червня 2000) — російський плавець.
Призер Чемпіонату світу з водних видів спорту 2019 року.
Призер Чемпіонату світу з плавання на короткій воді 2018 року.
Чемпіон Європи з водних видів спорту 2020 року.